# Leptura fruhstorferi
Leptura fruhstorferi là một loài bọ cánh cứng trong họ Cerambycidae.